# 信訪
信訪（即“人民来信来访”的简称），俗称上訪，是中國大陸特有的政治表达、請願及申诉方式。按照官方定义，信访指中华人民共和国公民、法人或者其他组织采用书信、电子邮件、传真、电话、走访等形式，向各级政府、或者县级以上政府工作部门反映冤情、民意，或官方（警方）的不足之處，提出建议、意见或者投诉请求等等。
为处理信访事宜，中华人民共和国国务院专门设立有国家信访局，各级人民政府、人大及政协也设有信访办公室。通常，达到一定规模以上或国有企事业单位及人民团体等也设有信访办公室。例如清华大学信访办、北京协和医院信访办，第二重型机械集团公司信访办。依據憲法行使「上訪權」伸冤的中國大陸民眾，稱為訪民或上訪者。
除了中國大陸的居民外，有部分的香港、澳門、台湾商人在大陸經商時會遇到行政問題，藉由上訪的方式以保護自身的權益。而上述商人及人民在大陸置產者之上訪問題，有時會藉由香港駐京辦、澳門駐京辦、中共中央港澳辦、中共中央台辦等機關進行協調。
在中国古代，魏晋以后历朝中央政府到各级地方政府设登闻鼓，并设专职机构或人员，遇有击鼓者需立即受理或上报。“人有穷冤则挝鼓，公车上表其奏”，以作“用下达上而施于朝”之用。这也是“击鼓鸣冤”的由来。北宋专设登闻鼓院（鼓院）和登闻检院（检院），两院均受理吏民申诉之状。

## 相关法规和文件
1996年1月1日起，中華人民共和國施行《中華人民共和國信訪條例》，對信訪、信訪人、信訪事項等都作了明確的解釋。信訪，是指公民、法人和其他组織採用書信、電话、走訪（應當推選代表提出，代表人数不得超過5人）等形式，向各级人民政府、縣级以上各级人民政府所屬部門（以下簡稱各级行政機關）反映情况，提出意見、建議和要求，依法應當由有關行政机关處理的活动。信訪人可向上級政府機關提出對政府的意見，官員失職、瀆職和侵害權利問題、批評、檢舉或投訴，或所有侵害到其自身利益的行為。而第四十一條亦規定，任何人不得報復、打擊壓制或迫害信訪人，保留信訪人提出意見的權利。信訪條例第十條亦規定，信訪人的信訪事項應當向行政機關或其上一級的行政機關提出。如果信訪人不服結果，也可以自行向其再上一級的政府機關提出，如果該政府機關認為合理，即可接受。所以“越級上訪”曾是合法行為。
2005年5月1日起，中華人民共和國实施新的《信訪條例》（2005年1月5日国务院第76次常务会议通过）。新的信訪條例規定，信訪人有權面見機關負責人，並可憑證查問信訪的處理情況。同時，信訪工作會納入公務員體系，並會對瀆職和打壓上訪者的官員進行處分。
2014年4月23日，国家信访局公布《关于进一步规范信访事项受理办理程序引导来访人依法逐级走访的办法》，明确不受理越级上访，仅分级受理来访。新规自5月1日起施行。並非中央和國家機關以後就不再受理群眾的初次來訪了。反映中央和國家機關或省級政府、工作人員職務行為的，跨省（區、市）、部門、行業且一個省（區、市）或部門無法獨立解決的，以及省級人民政府未按《信訪條例》規定受理辦理的來訪事項，中央和國家機關來訪接待部門仍要受理。
2022年6月13日，河南洛阳出台了一份名为“某某社区考生中招降分报名通知”的文件，指出因為該社区为沒有上訪的社区，所以该社区户籍的參加高中入學考試的考生第一志愿可降3分录取。该文件随后在网络上引发争议，随后当地政府停止执行中招考生降分有关政策。

## 弊端
虽然法律规定个人有上访的权力，但政府会将有上访倾向的人列为高危上访人员并加以监控。 有时甚至会采取被精神病等暴力手段。
有不少學者都評論過上訪制度。一般認為，中國是一個幅员辽阔的國家，政府的非中心化和權力分散問題嚴重；中央政府最多只能管理到縣級的事務，地方官員擁有非常多的權力。這樣便增加了官員在「天高皇帝遠」的情況下瀆職的機會。很多學者認為，人治色彩過份濃厚，是信訪制度的弊病。由於信訪沒有一定的途徑，也沒有特定的制度管理，所以很容易出現官僚作風，甚至恐嚇信訪人的情況。
政府級别多，也制約了信訪制度。一個普通百姓，上面有鄉（镇、街道）、县、市、省四級政府，才到中央政府。對於一些在鄉郊地區的國民，还有村民委員會、黨支部。上訪的最佳手段就是到北京去反映情況，但這樣對於一個普通百姓來說是異常艱難的事。第一，是路程遙遠；第二，是經費問題；第三，是上述的瀆職或壓迫信訪人問題。而且法律上不允許越級上訪，因此實際上很多這樣的例子都給打回票，信訪人的訴求往往被打回到信訪對象的地方政府處理，從而使信訪變得無效。巡視工作在這種情勢下應運而生。這是高級領導，特別是中央領導，前往基層調研、聆聽百姓呼聲的手段，相比信訪亦更為有效，直接。
不少國際人權組織，如國際特赦組織、中國人權等，都對中國官員壓迫信訪人的行為表示反對，並指責說這是侵犯人權的表現。國內亦有不少要求中國政府正式廢除信訪制度，或大規模改革信訪制度的聲音。
在每年的两会召开之际，都会有很多来自各地的访民欲前往北京上访，但都遭到北京及当地警察的严控和打压。

## 全國訪民團結日
是每個月第四週的週一。由在北京的上訪民眾們約定，約定從2018年起每月一天，希望訪民申冤能獲得關注。不過訪民也擔心遭當局打壓。

## 外部連結
- 国家信访局 （页面存档备份，存于）
- 国家信访局首次公开接访流程 （页面存档备份，存于）
- 国务院《信访条例》
- 二十一世紀：網絡版——用「面子」來解構信訪困局
- 张泰苏：〈中国人在行政纠纷中为何偏好信访？ （页面存档备份，存于）〉。